# BAE Systems Submarines

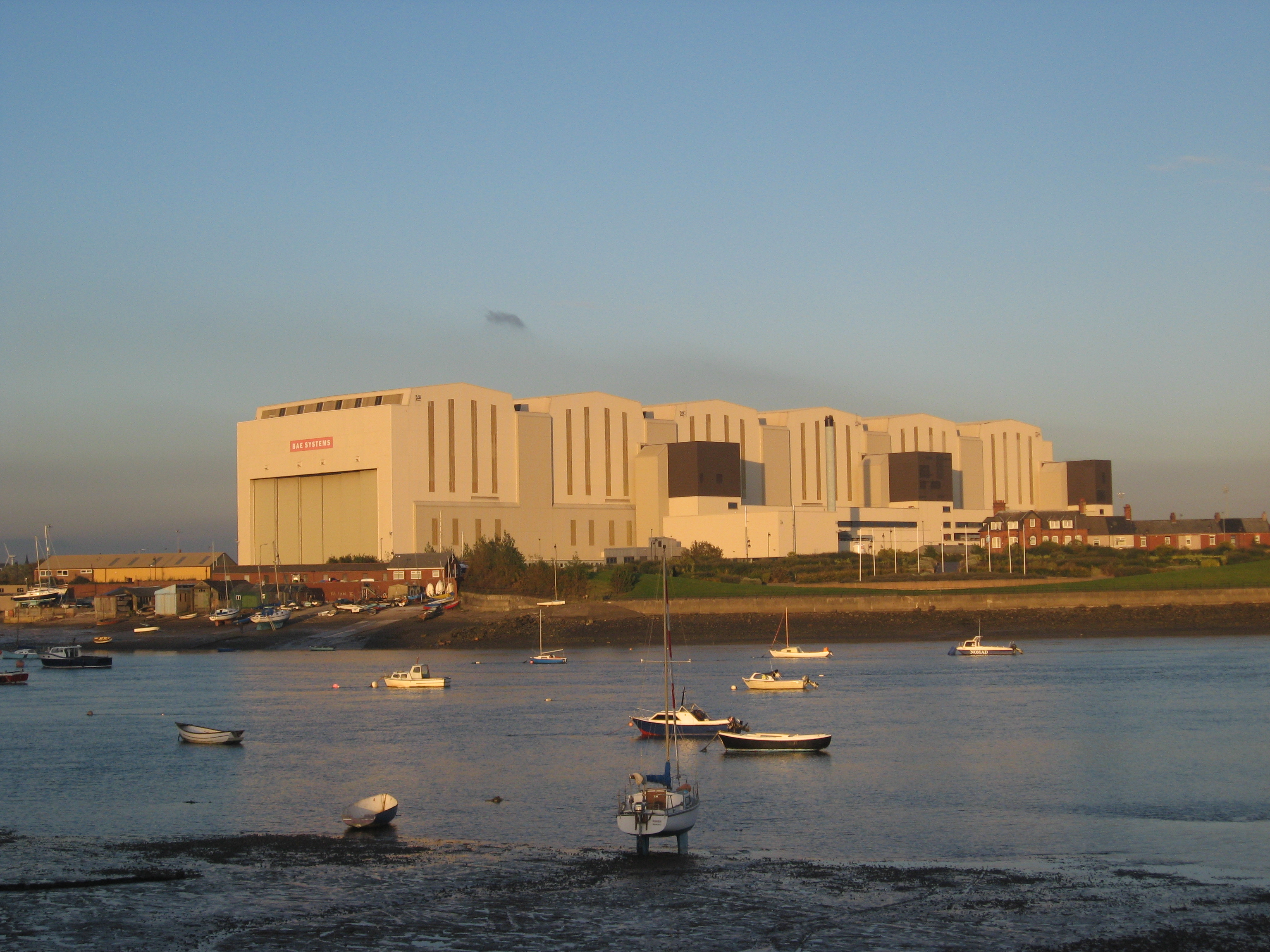
Le complexe de construction navale en intérieur de BAE Systems Submarines « Devonshire Dock Hall », avec 25000 m² couverts, est le plus grand de son genre en Europe.

BAE Systems Submarines est une filiale en propriété exclusive de BAE Systems. Basée à Barrow-in-Furness, Cumbria, en Angleterre, elle est responsable du développement et de la production de sous-marins. Elle exploite l’un des rares chantiers navals au monde capable de concevoir et de construire des sous-marins nucléaires, qui a construit tous les sous-marins à propulsion nucléaire de la Royal Navy, sauf trois, depuis la mise en service du HMS Dreadnought en 1963.

## Historique
BAE Systems Submarines exploite l’un des rares chantiers navals au monde capable de concevoir et de construire des sous-marins nucléaires, qui a construit tous les sous-marins à propulsion nucléaire de la Royal Navy, sauf trois, depuis la mise en service du HMS Dreadnought en 1963. Les exceptions étaient les HMS Conqueror, HMS Renown et HMS Revenge, qui ont été construits par Cammell Laird. Le chantier naval de Barrow-in-Furness construit des sous-marins depuis le lancement du Abdülhamid pour la marine ottomane en 1886. Les premiers sous-marins construits pour la Royal Navy, la classe Holland, ont été lancés en 1901.
Le chantier naval était auparavant exploité par Vickers Shipbuilding and Engineering (VSEL). Lors de la création de BAE Systems en 1999, la division sous-marine est devenue une partie de BAE Systems Marine. Dans le cadre de BAE Systems Marine, le chantier a aussi construit des navires de surface, tels que les quais de plate-forme d’atterrissage de classe Albion. En 2003, la société a été scindée en BAE Systems Submarines et BAE Systems Naval Ships, Barrow cessant ainsi la construction de navires de surface. À la suite d'une restructuration en 2012, BAE Systems Submarines est devenu une partie de BAE Systems Maritime & Land UK, aux côtés de BAE Systems Maritime Services et BAE Systems Naval Ships.
Depuis son achèvement en 1986, c’est à l’intérieur du Devonshire Dock Hall (DDH) que les sous-marins de Barrow sont construits. En plus du chantier naval principal de Barrow-in-Furness, BAE Systems Submarines opère également à partir des sites de Farnborough, Ash Vale, Frimley et Weymouth.
La société construit actuellement les sous-marins de classe Astute, un sous-marin nucléaire d'attaque (SSN) de nouvelle génération pour la Royal Navy, dont le premier a été lancé le 8 juin 2007. La commande du lot initial de trois sous-marins a été passée en 1997, auprès de Marconi Marine (VSEL), qui a été absorbée par BAE Systems en 1999. La construction de la dernière tranche de la classe Astute a commencé en mai 2018 et les sept bateaux de classe Astute devraient être achevés d’ici la fin de l’année 2026. BAE Systems Submarines construit également quatre sous-marins lanceurs de missiles balistiques de classe Dreadnought, qui porteront la responsabilité de la dissuasion nucléaire stratégique du Royaume-Uni. Leur construction a commencé à la fin de 2016 et le premier sous-marin devrait entrer en service au début des années 2030.